# Audrey Dufeu-Schubert
Audrey Dufeu-Schubert (ur. 3 czerwca 1980 w Saint-Nazaire) – francuska polityk reprezentująca partię La République En Marche! W wyborach parlamentarnych w czerwcu 2017 r. została wybrana do francuskiego Zgromadzenia Narodowego, w którym reprezentuje departament Loire-Atlantique.